# Ruko
 Der er for få eller ingen kildehenvisninger i denne artikel, hvilket er et problem. Du kan hjælpe ved at angive troværdige kilder til de påstande, som fremføres i artiklen.

Ruko er et dansk låsefirma der er en del af Assa Abloy.
Pr. 1 november 2018 har Ruko A/S skiftet navn til ASSA ABLOY Opening Solutions Denmark A/S. 